# Sharon Stouder
Sharon Marie Stouder (* 9. November 1948 in Altadena; † 23. Juni 2013 ebenda) war eine US-amerikanische Schwimmerin.
Mit 15 Jahren gewann sie bei den Olympischen Spielen 1964 in Tokio drei Goldmedaillen. Sie siegte über 100 m Schmetterling sowie mit der 4-mal-100-Meter-Freistilstaffel und der 4-mal-100-Meter-Lagenstaffel. Weiterhin gewann sie über 100 m Freistil die Silbermedaille. Über 100 m Freistil war sie die zweite Schwimmerin, die unter 1 Minute schwamm. Sie schwamm Weltrekorde über 100 m Schmetterling, über 200 m Schmetterling und mit der 4-mal-100-Meter-Lagenstaffel. Im Jahr 1972 wurde sie in die Ruhmeshalle des internationalen Schwimmsports aufgenommen.

## Belege
1. ↑  Three-Time Olympic Champion Sharon Marie Stouder Passed Away, 64 (Memento vom 11. November 2013 im Internet Archive), abgerufen am 11. Juli 2013

| Personendaten    | Personendaten                              |
| ---------------- | ------------------------------------------ |
| NAME             | Stouder, Sharon                            |
| ALTERNATIVNAMEN  | Stouder, Sharon Marie (vollständiger Name) |
| KURZBESCHREIBUNG | US-amerikanische Schwimmerin               |
| GEBURTSDATUM     | 9. November 1948                           |
| GEBURTSORT       | Altadena                                   |
| STERBEDATUM      | 23. Juni 2013                              |
| STERBEORT        | Altadena                                   |